# Chính phủ Belarus
Chính phủ nước Cộng hòa Belarus (tiếng Belarus: Урад Рэспублікі Беларусь), bao gồm cả Hội đồng Bộ trưởng nước Cộng hòa Belarus (tiếng Belarus: Савет Міністраў Рэспублікі Беларусь), là cơ quan hành pháp của quyền lực nhà nước ở Belarus, và được chỉ định bởi tổng thống Belarus. Người đứng đầu Chính phủ là Tổng thống, người điều hành chương trình nghị sự chính của chính phủ và chỉ đạo các bộ trưởng. Quốc hội Belarus là cơ quan tiếp nối của Xô viết tối cao Cộng hòa Xã hội chủ nghĩa Xô viết Byelorussia và đóng vai trò như một nghị viện chính thức của Belarus.

## Hội đồng Bộ trưởng
Dưới đây là danh sách 30 thành viên của Hội đồng Bộ trưởng tính đến tháng 6 năm 2020, cũng như người đứng đầu phủ tổng thống và chủ tịch các Ủy ban Nhà nước, những người không phải là bộ trưởng về mặt chính thức nhưng được bao gồm trong Hội đồng Bộ trưởng. Các văn phòng không được tính là chức vụ cấp bộ về mặt kỹ thuật được in nghiêng. Thủ tướng, phó thủ tướng thứ nhất, phó thủ tướng, các bộ trưởng kinh tế, tài chính và đối ngoại, người đứng đầu phủ tổng thống và chủ tịch Ủy ban kiểm soát nhà nước cùng nhau cấu thành nên Đoàn Chủ tịch Hội đồng Bộ trưởng. Các quan chức này được đánh dấu bằng màu vàng. Chính phủ đương nhiệm từ chức hàng loạt vào ngày 17 tháng 8 năm 2020.

### Thành phần từ ngày 4 tháng 6 năm 2020 đến ngày 17 tháng 8 năm 2020
| Thủ tướng                                       | Roman Golovchenko    |
| Phó thủ tướng thứ nhất                          | Nikolai Snopkov      |
| Phó thủ tướng                                   | Vladimir Kukharev    |
| Phó thủ tướng                                   | Yury Nazarov         |
| Phó thủ tướng                                   | Igor Petrishenko     |
| Phó thủ tướng                                   | Aleksandr Subbotin   |
| Bộ trưởng Bộ Nông nghiệp và Lương thực          | Anatoly Khotko       |
| Bộ trưởng Bộ Kiến trúc và Xây dựng              | Ruslan Parkhamovich  |
| Bộ trưởng Bộ Văn hóa                            | Yury Bondar          |
| Bộ trưởng Bộ Quốc phòng                         | Viktor Khrenin       |
| Bộ trưởng Bộ Kinh tế                            | Aleksandr Chervyakov |
| Bộ trưởng Bộ Giáo dục                           | Igor Karpenko        |
| Bộ trưởng Bộ Tình trạng Khẩn cấp                | Vladimir Vashchenko  |
| Bộ trưởng Bộ Năng lượng                         | Viktor Karankevich   |
| Bộ trưởng Bộ Tài chính                          | Yury Selivyorstov    |
| Bộ trưởng Bộ Ngoại giao                         | Vladimir Makei       |
| Bộ trưởng Bộ Lâm nghiệp                         | Vitaly Drozhzha      |
| Bộ trưởng Bộ Y tế                               | Vladimir Karanik     |
| Bộ trưởng Bộ Nhà ở-Dịch vụ Cộng đồng            | Andrei Khmel         |
| Bộ trưởng bộ công nghiệp                        | Pyotr Parkhomchik    |
| Bộ trưởng Bộ Thông tin                          | Igor Lutsky          |
| Bộ trưởng Bộ Nội vụ                             | Yury Karayev         |
| Bộ trưởng Bộ Tư pháp                            | Oleg Slizhevsky      |
| Bộ trưởng Bộ Lao động và Bảo trợ Xã hội         | Irina Kostevich      |
| Bộ trưởng Bộ Tài nguyên và Bảo tồn Môi trường   | Andrei Khudyk        |
| Bộ trưởng Bộ Thể thao và Du lịch                | Sergei Kovalchuk     |
| Bộ trưởng Bộ Thuế                               | Sergei Nalivaiko     |
| Bộ trưởng Bộ Viễn thông và Thông tin            | Konstantin Shulgan   |
| Bộ trưởng Bộ Thương mại                         | Vladimir Koltovich   |
| Bộ trưởng Bộ Giao thông vận tải                 | Aleksei Avramenko    |
| Trưởng phòng Hành chính Tổng thống              | Igor Sergeyenko      |
| Chủ nhiệm Ủy ban An ninh Nhà nước               | Valery Vakulchik     |
| Chủ nhiệm Ủy ban Kiểm soát Nhà nước             | Ivan Tertel          |
| Chủ tịch Ủy ban Công nghiệp Quân sự Nhà nước    | Dmitry Pantus        |
| Chủ nhiệm Ủy ban Nhà nước về Tài sản            | Dmitry Matusevich    |
| Chủ nhiệm Ủy ban Khoa học và Công nghệ Nhà nước | Aleksandr Shumilin   |
| Chủ nhiệm Ủy ban Nhà nước về Tiêu chuẩn hóa     | Valentin Tataritsky  |
| Chủ nhiệm Ủy ban Biên giới Nhà nước             | Anatoly Lappo        |
| Chủ nhiệm Ủy ban Hải quan Nhà nước              | Yury Senko           |